# Ferrari F50 GT
Ferrari F50 GT е разработка на базата на суперавтомобила F50 на Ferrari, предназначен за състезания на писта. В крайна сметка обаче Ferrari се отказва от неговото производство. Създадени са само три автомобила – един прототип и два броя, сглобени единствено за специални клиенти на компанията.